# Fresno de Río Tirón
Fresno de Río Tirón es un municipio de España, en la provincia de Burgos, comunidad autónoma de Castilla y León, partido judicial de Briviesca.

## Geografía
Tiene un área de 9,68 km² con una población de 203 habitantes (INE 2008) y una densidad de 20,97 hab/km².
Se encuentra ubicado en la comarca de Montes de Oca, a 5 kilómetros de Belorado y a 50 de Burgos, este pueblo abarca una extensión de 10 kilómetros cuadrados y cuenta con una población aproximada de 200 habitantes.
Los núcleos de población más importantes que limitan con Fresno de Río tirón son Belorado, Cerezo de Río Tirón, Briviesca. Es un pueblo limítrofe con la comunidad de La Rioja.
El río que da "apellido" a este pueblo es el Río Tirón, un río que nace en "pozo negro" en Fresneda de la sierra Tirón y desemboca en el Río Ebro en el municipio riojano de Haro.

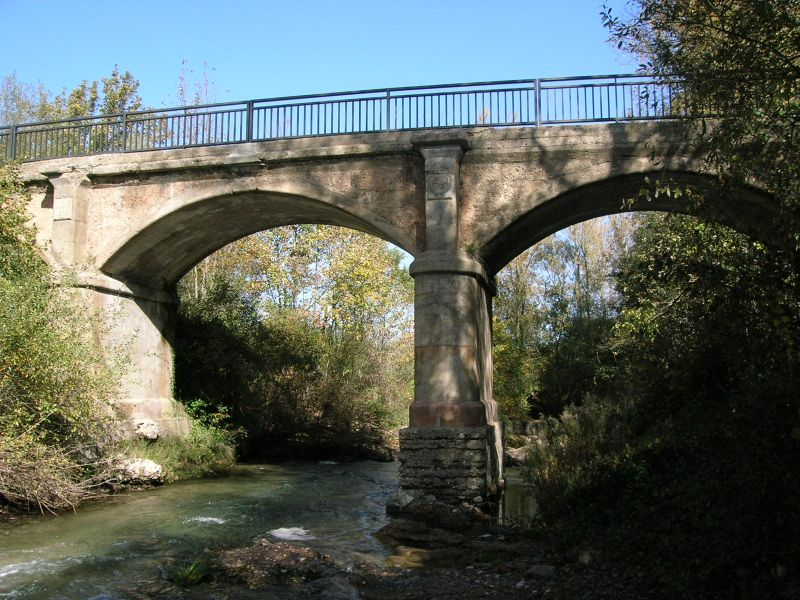

## Historia
Perteneció Fresno al alfoz de Cerezo, el cuarto de la Merindad de Rioja con Montes de Oca. El término alfoz, que ya está documentado desde el primer tercio del siglo X, designaba los pequeños distritos en que se subdividía el Condado de Castilla, es de origen árabe ("alhauz") y significa "cantón" o "distrito". Estamos ante un vocablo del Ándalus por los mozárabes que acudieron a la repoblación de las tierras castellanas y leonesas ya desde la segunda mitad del siglo IX.
El alfoz cerezano estaría compuesto de al menos 22 lugares actualmente habitados. Prescindimos de los cinco lugares riojanos: Cuzcurrita de Río Tirón, Herramélluri, Ochánduri, Tirgo y Velasco, que pertenecieron a la diócesis de Calahorra; los 17 restantes siempre pertenecieron al obispado de Burgos, entre los que se encuentra Fresno, cuya primera datación es de 10-XI-903: "Sancta María de Fresnu", 20-II-971: " Frasceno", de significado obvio. Así aparece en "San Millán", pag. 107 y en el "Becerro gótico de Cardeña", pag. 324. Junto a estos lugares habitados, se conocen 18 lugares deshabitados, dos de los cuales pertenecían a Fresno: "Encinillas" en el camino de Charco y el de Loranquillo en un vallejo al pie de la cuesta de Encinillas. Sus restos son muy escasos y confundidos con tenadas.
Los primeros datos de los habitantes de la villa los proporciona el censo de población del siglo XVI que se encuentra en el Archivo de Simancas. Aquí se incluyen todos los vecinos pecheros (Obligados a pagar o a contribuir con tributo) del pueblo sin excepción, aunque no consta que se incluyesen en él los individuos del clero. Fresno aparece con Belorado que tiene 613 habitantes, y sus aldeas y valle de San Vicente, que comprende 12 pueblos con 414 pecheros. En los censos de población del siglo XIX, en el año 1877 hay un aumento considerable llegando Fresno a 448 habitantes y en el año 1887 a 473 habitantes. Esta evolución comienza a ser regresiva ha medida que nos acercamos al siglo XX, debido a la pérdida constante de habitantes y al envejecimiento de la población. Al apoyarse la población exclusivamente en el campo, y al haberse producido una lenta mecanización, el excedente poblacional ha tenido que emigrar a zonas limítrofes más desarrolladas industrialmente.
A la caída del Antiguo Régimen queda constituida como ayuntamiento constitucional conocido entonces como Fresno del Riotirón en el partido Belorado, región de  Castilla la Vieja, contaba entonces con 230 habitantes.

## Demografía

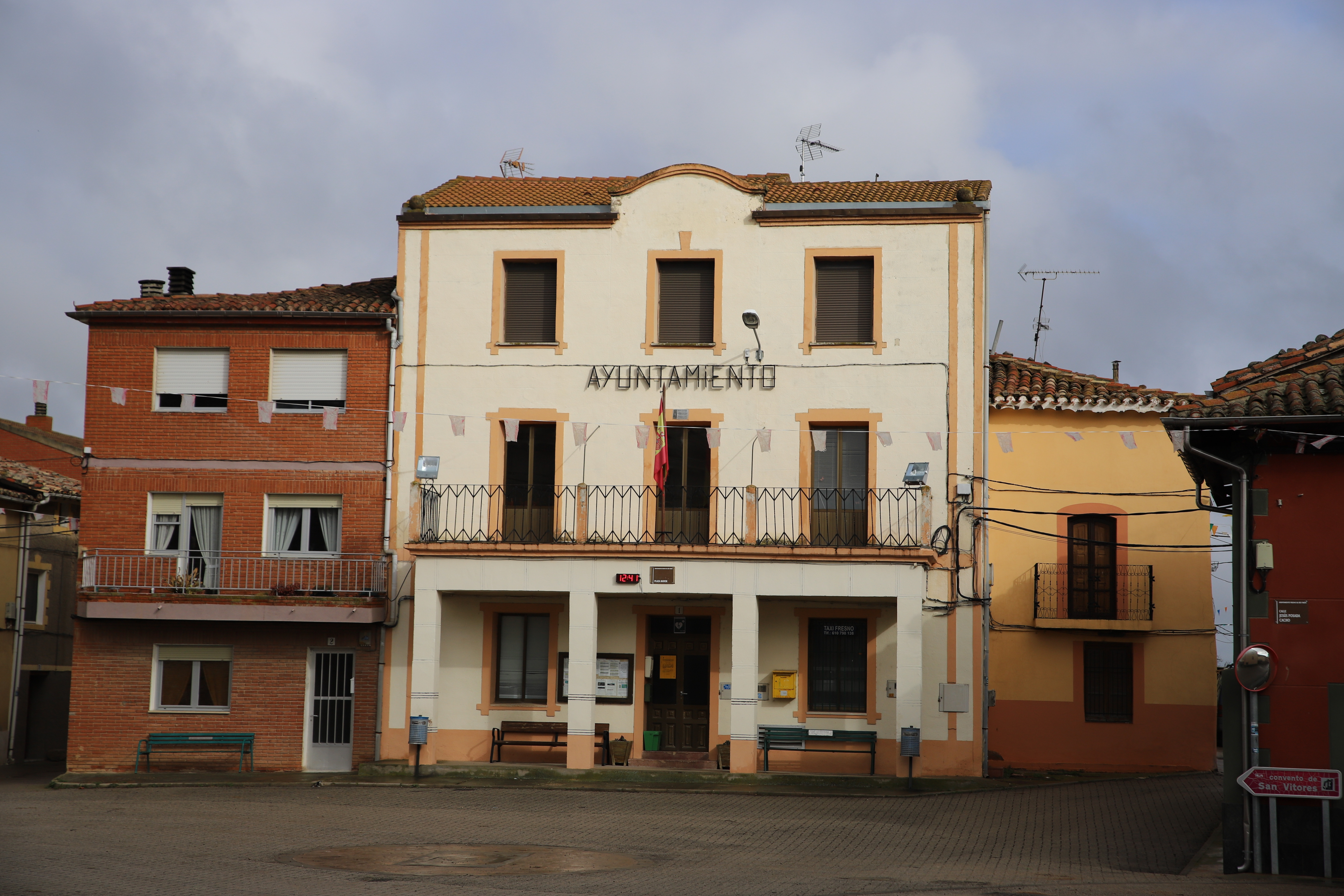
Casa consistorial

Fresno de Río Tirón cuenta con una población de 161 habitantes (INE 2024).
| Gráfica de evolución demográfica de Fresno de Río Tirón entre 1842 y 2021 |
| |
| Población de derecho según los censos de población del INE Población de hecho según los censos de población del INEEn este censo se denominaba Fresno del Río Tirón: 1842. En estos censos se denominaba Fresno de Riotirón: 1857, 1860, 1877, 1887, 1897, 1900, 1910, 1920, 1930, 1940, 1950, 1960, 1970, 1981 y 1991. |

## Cultura

### Arquitectura
Iglesia de san Andrés
Ermita de la Divina Pastora
Convento de San Vitores
Fue en la gruta donde murió san Vitores, situada actualmente en la jurisdicción de Fresno de Río Tirón, donde se levantó la antigua ermita que, en 1446 fue convertida en convento. Habitado primero por los dominicos, les sucedieron los franciscanos, que en 1625 construyeron una nueva planta de la que actualmente se conserva la capilla y dependencias como el refectorio. En el siglo XIX con la desamortización de Mendizábal, los franciscanos tuvieron que abandonar el convento. Este edificio se ha mantenido desde entonces (con la categoría de exconvento, ya que no volvió a ser habitado por el clero), gracias a la devoción y esfuerzos de las gentes de la comarca.
El hecho de que pasara antiguamente el Camino de Santiago por dicho lugar, contribuyó en gran medida a la difusión de la imagen del Santo llegando a comunidades aparte de Castilla y León como: Navarra, La Rioja, Cantabria y Galicia.

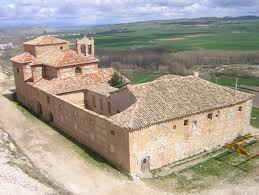

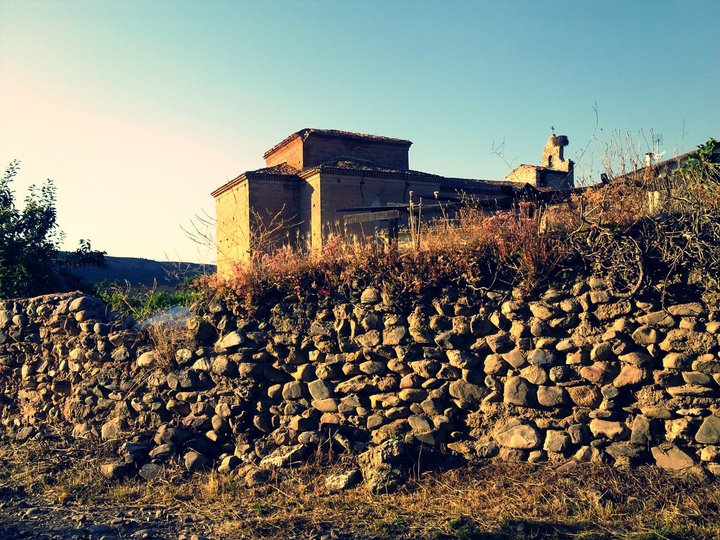
Convento 2012

Cada año durante todos los sábados del mes de mayo, (en cumplimiento de un voto que hicieron los pueblos por los que en vida pasó el santo) el exconvento es visitado en romería por los pueblos de: Castildelgado, Cerezo, Leiva, Quintanilla del Monte, Redecilla del Campo, San García, Tormantos y Fresno, que como anfitrión sube también el día 16 de agosto.